# Comuna de Wisznia Mała
Wisznia Mała (polaco: Gmina Wisznia Mała) é uma gminy (comuna) na Polónia, na voivodia de Baixa Silésia e no condado de Trzebnicki.
De acordo com os censos de 2004, a comuna tem 7869 habitantes, com uma densidade 76,2 hab/km².

## Área
Estende-se por uma área de 103,33 km², incluindo:
- área agricola: 65%
- área florestal: 13%

## Demografia
Dados de 30 de Junho 2004:
|                      | Total   | Total | Mulheres | Mulheres | Homens  | Homens |
| -------------------- | ------- | ----- | -------- | -------- | ------- | ------ |
|                      | pessoas | %     | pessoas  | %        | pessoas | %      |
| População            | 7869    | 100   | 4009     | 50,9     | 3860    | 49,1   |
| Densidade (pop./km²) | 76,2    | 100   | 38,8     | 38,8     | 37,4    | 37,4   |

De acordo com dados de 2002, o rendimento médio per capita ascendia a 1346,61 zł.

## Comunas vizinhas
- Długołęka, Oborniki Śląskie, Trzebnica, Wrocław